# Liste der Naturdenkmale in Hausen (Wied)
Die Liste der Naturdenkmale in Hausen (Wied) nennt die im Gemeindegebiet von Hausen (Wied) ausgewiesenen Naturdenkmale (Stand 9. Oktober 2013).

## Naturdenkmale
| Nr.         | Bezeichnung | Lage                          | Beschreibung           | Bild                                    |
| ----------- | ----------- | ----------------------------- | ---------------------- | --------------------------------------- |
| ND-7138-456 | Kastanie    | Malbergstraße, bei Nr. 1 Lage | Aesculus hippocastanum | Direkt Bild zu diesem Denkmal hochladen |